# Guy Métivier
Guy Métivier (* 18. Februar 1950 in Angers) ist ein französischer Mathematiker, der sich mit partiellen Differentialgleichungen befasst.
Métivier studierte ab 1969 an der École Normale Supérieure de Saint-Cloud und erwarb seinen DEA-Abschluss an der Universität Paris-Süd in Orsay 1971, wo er auch bei Charles Goulaouic promovierte (Thèse 3eme Cycle) mit dem zweiten Teil der Promotion 1976 ebenfalls bei Goulaouic an der Universität Nizza (Sophia Antipolis). Danach war er bis 1980 Attaché de Recherche des CNRS in Nizza und 1979/80 Associate Professor an der Purdue University. Er war ab 1980 Professor an der Universität Rennes I und ist seit 2002 Professor an der Universität Bordeaux. Er ist dort Direktor des IMB (Institut de Mathématiques de Bordeaux).
Er befasst sich mit nichtlinearen Wellen und Stosswellen, nichtlinearer geometrischer Optik, hyperbolischen partiellen Differentialgleichungen und Hydrodynamik (z. B. Grenzschichttheorie). Er veröffentlichte unter anderem mit Jeffrey Rauch und Salah Baouendi.
Metivier bewies einen Eindeutigkeitssatz ähnlich dem von Erik Holmgren (linearer Fall) für nichtlineare partielle Differentialgleichungen 1. Ordnung. Hier spielt aber die Ordnung eine Rolle: Metivier gab Gegenbeispiele für nichtlineare partielle Differentialgleichungen höherer Ordnung (bzw. dem äquivalenten Problem von Systemen von partiellen Differentialgleichungen).
Métivier war von 1997 bis 2007 Senior-Mitglied des Institut Universitaire de France. 1985 war er Gastprofessor an der Rutgers University.
2009 wurde er vom CNRS als Gründungsdirektor des geplanten Instituts für Mathematik der CNRS (INSMS) gewählt.
2008 erhielt er den Prix Servant und 1993 den Prix Lequeux der Académie des sciences. 1980 erhielt er die Bronzemedaille des CNRS.